# Piper corpulentispicum
Piper corpulentispicum är en pepparväxtart som beskrevs av Trel. & Yunck.. Piper corpulentispicum ingår i släktet Piper och familjen pepparväxter. Inga underarter finns listade i Catalogue of Life.